# Werchowje (Orjol)
Werchowje (russisch Верхо́вье) ist eine Siedlung städtischen Typs in der Oblast Orjol in Russland mit 7173 Einwohnern (Stand 14. Oktober 2010).

## Geographie
Der Ort liegt etwa 80 km Luftlinie ostsüdöstlich des Oblastverwaltungszentrums Orjol.
Werchowje ist Verwaltungszentrum des Rajons Werchowski sowie Sitz und einzige Ortschaft der Stadtgemeinde (gorodskoje posselenije) Werchowje.

## Geschichte
Der Ort wurde erstmals 1815 urkundlich erwähnt. Zu einem wirtschaftlichen Aufschwung kam es mit der Vorbeiführung der Eisenbahnstrecke Orjol – Jelez in den 1860er-Jahren.
1928 wurde Werchowje Verwaltungssitz des neu geschaffenen, nach ihm benannten Rajons. Im Zweiten Weltkrieg wurde der Ort am 14. November 1941 von der deutschen Wehrmacht eingenommen, aber bereits am 19. Dezember von der Roten Armee zurückerobert.
Am 20. Januar 1958 erhielt der Ort den Status einer Siedlung städtischen Typs.

### Bevölkerungsentwicklung
| Jahr | Einwohner |
| ---- | --------- |
| 1939 | 2564      |
| 1959 | 3729      |
| 1970 | 6226      |
| 1979 | 7318      |
| 1989 | 8983      |
| 2002 | 8071      |
| 2010 | 7173      |

Anmerkung: Volkszählungsdaten

## Verkehr
Werchowje besitzt einen Bahnhof bei Kilometer 92 der auf diesem Abschnitt 1870 eröffneten Eisenbahnstrecke Orjol – Jelez – Lipezk – Grjasi. In südlicher Richtung zweigt eine Strecke über Liwny nach Possjolok imeni Lenina (Station Marmyschi) in der Oblast Kursk ab. Diese wurde 1871 bis Liwny als eine der ersten längeren Schmalspurbahnen des Russischen Reiches eröffnet, aber Ende der 1890er-Jahre von der ursprünglichen Kapspur auf Breitspur umgebaut und bis Marmyschi verlängert.
Durch die Siedlung verläuft die Regionalstraße 54K-6 von Salegoschtsch weiter nach Chomutowo und Krasnaja Sarja. In südwestlicher Richtung besteht über die 54K-4 Anschluss an die föderalen Fernstraße R119 Orjol – Lipezk – Tambow bei Pokrowskoje, ebenso über die 54K-5, die der Bahnstrecke nach Liwny folgt.